# Budgie (banda)
Budgie fue un grupo de hard rock y heavy metal británico, formado en Cardiff, Gales en 1967.

## Historia

### Origen
Budgie se formó en 1967 en la ciudad de Cardiff, capital de Gales, contando con el bajista y vocalista Burke Shelley, el baterista Ray Phillips y los guitarristas Tony Bourge y Brian Goddard. En un principio se hacían llamar Hills Contemporary Grass y luego cambiaron a Six Ton Budgie. En 1968 Six Ton Budgie no encontraba una discográfica que patrocinara su trabajo, así que Brian Goddard decidió retirarse, convirtiendo a la banda en un power trio y siendo conocidos desde entonces simplemente como "Budgie" que significa "periquito", pues según Burke Shelley, le "encantaba la idea de tocar un rock ruidoso y pesado pero adoptando un nombre de algo diametralmente opuesto a eso".
Después de mucho golpear puertas consiguieron un contrato y grabaron su primer álbum, titulado Budgie (1971), un álbum fresco y muy novedoso en cuanto al sonido, marcando uno de los primeros parámetros existentes entre el heavy metal con el rock progresivo, con grandes temas como Nude Disintegrating Parachutist Woman y Homicidal Suicidal, versionada en el futuro por Soundgarden. Paralelamente es lanzado un sencillo con la canción Crash Course in Brain Surgery, que sería versionada tiempo después por Metallica, y aunque no se incluyó en su álbum debut, la canción aparecería años después en el 4.º álbum In for the Kill (1974). Su primer trabajo los acercó mucho tanto al público de Black Sabbath como al de Cream gracias a una destacada muestra de potencia y melodía a la vez.
La banda logró una legión de seguidores en Inglaterra y ante las buenas críticas de su debut, se embarcaron en conquistar el público europeo. En su segundo trabajo, Squawk (1972) siguieron los mismos parámetros utilizados en su primer trabajo añadiendo melodías aún más progresivas, lo que resultó en un certificado de Oro en 1973, resaltando la canción Young Is a World, un tema armonioso con intervalos pesados acompañado además de una sinfonía.
Al año siguiente lanzaron a la venta su trabajo más aclamado por la crítica, el álbum Never Turn Your Back On a Friend (1973) el cual incluyó clásicos muy recordados como el emotivo Parents o el contundente Breadfan, el cual sería también versionado por Metallica, siendo frecuentemente interpretado en sus presentaciones en vivo como homenaje a la banda galesa. Ese mismo año Ray Phillips abandonó el grupo e ingresó Pete Boot como su reemplazo en la batería para la grabación del álbum In for the Kill (1974), con canciones destacadas como su homónimo que sería versionado por Van Halen, Zoom Club y el ya mencionado Crash Course in Brain Surgery, además de haber compartido el escenario con Judas Priest en ese año, interpretando ambos el tema Running From my Soul, pero poco después Boot también abandonó la agrupación debido a que no tenía una muy buena relación con la banda, años después sufrió de Parkinson y falleció en 2018.
En 1975 ingresa Steve Williams a la agrupación, volviéndose en adelante su baterista definitivo y debutando en el álbum Bandolier (1975), trabajo que cuenta con temas como Napoleon Bona-part I & II y I Can't See My Feelings, tema que sería interpretado más adelante por Iron Maiden. Con trabajos llenos de potencia y siempre combinado con temas melódicos y largos pasajes de introspección musical, se consideró hasta este punto como la era más exitosa y críticamente aclamada de su historia, pues luego se publicaron los álbumes If I Were Brittania I'd Waive the Rules (1976) e Impeckable (1978) (cuyo tema Melt the Ice Away fue versionado por Megadeth), los cuales se decantaron por un sonido más comercial y accesible, con menor impacto a diferencia de sus trabajos anteriores, pero todavía conservando la esencia distintiva y pesada del trío galés.

### Declive
En 1978 Tony Bourge, el coescritor de la mayoría de las canciones más exitosas se retiró de la banda, lo que sin duda trajo un golpe mortal para el futuro de Budgie. Big John Thomas llegó para tomar el puesto de guitarrista y con su estilo más rígido y directo debutó con el álbum Power Supply (1980). El sonido de la banda cambió drásticamente y aunque Thomas era un talentoso guitarrista y había proporcionado una renovación para la banda, su sonido se alejaba mucho de la identidad original de la agrupación y en cambio se acercó a un heavy metal más primario y genérico, típico de los tiempos del estallido de la NWOBHM, escena que ellos mismos en parte influenciaron casi una década atrás, por lo que el sonido único y característico que tenían con Tony Bourge se fue con él.
Nightflight (1981) y Deliver Us From Evil (1982) son los dos trabajos que le pusieron la lápida a la historia de Budgie, y aún cuando destacaron temas como I Turned to Stone y Hold On to Love respectivamente, no hubo mucho más por hacer con ambos trabajos que no proporcionaron casi nada novedoso. 
A pesar de las bajas ventas y las duras críticas la banda no se separó y siguieron activos, siendo prolíficos en la escena NWOBHM, participando en el Reading Rock Festival de 1980 junto a UFO, Whitesnake y Iron Maiden; y nuevamente siendo cabezas de cartel en la edición de 1982, nuevamente con Iron Maiden y esta vez con el Michael Schenker Group. También destacó su participación como banda soporte de Ozzy Osbourne en el Blizzard of Ozz Tour a comienzos de los 80, donde los guitarristas de ambas bandas formaron una amistad muy cercana hasta la trágica muerte de Randy Rhoads en 1982.
Budgie permaneció activo hasta 1988 y estuvo reuniéndose esporádicamente durante la década de los 90 y los 2000 pero ya con un perfil muy bajo. Big John Thomas acompañó a la banda en sus reuniones hasta abandonarla definitivamente en los 90 por problemas de salud luego de sufrir un paro cardiaco, falleciendo en 2016 a causa de una neumonía a los 63 años.

### Eventos paralelos y últimos años
Luego de la partida de Tony Bourge, este decidió formar en 1982 la banda de heavy metal Tredegar junto a su excompañero Ray Phillips, lanzando su álbum debut homónimo en 1986.
Posteriormente Tony Bourge se retiró de la banda y de la música en 1988, y Tredegar permaneció activo con dicho nombre hasta 1993, tiempo en el que Ray Phillips renombró al grupo como Six Ton Budgie, y completó la alineación junto a su hijo Justin Phillips y el ex-bajista de Tredegar, Tom Prince, lanzando un álbum en 1994 que había sido grabado en su día como Tredegar. Con el cambio de nombre (rescatando el nombre original que tenía Budgie en sus comienzos) la banda se desempeñó casi como un acto tributo, el cual permaneció activo hasta 2007.
Después de 24 años de inactividad desde su último lanzamiento, Budgie publicó su álbum final You're All Living in Cuckooland (2006) con el guitarrista Simon Lees, quien permaneció con ellos hasta el año siguiente y después fue sustituido por Craig Goldy, ex-guitarrista de Dio, quien completó la formación junto a Burke y Steve hasta el 9 de noviembre de 2010, año en el que la banda decidió cancelar un tour que estaban a punto de realizar por Europa y cesar definitivamente sus actividades luego de que Burke Shelley tuviera que ser internado en el quirófano para ser operado de emergencia de un aneurisma, el cual le dejó un daño en su diafragma que dio como resultado la imposibilidad de poder tocar el bajo y cantar al mismo tiempo.
En 2013 el recordado y legendario guitarrista Tony Bourge regresó brevemente al mundo musical tras haber publicado un álbum de estudio llamado Crank It Up, luego de 27 años desde su último trabajo discográfico, el cual consistió en un álbum enfocado a rendirle tributo a sus tempranas influencias en el blues y el rock n' roll, aunque sin perder por completo algún rastro de su original estilo de tocar.
En 2017 el baterista Steve Williams tuvo una aparición en el video musical de Deep Purple Johnny's Band del álbum Infinite.
Lamentablemente, el 10 de enero de 2022 el líder de la agrupación, Burke Shelley, falleció a los 71 años a causa de las complicaciones de salud que venía padeciendo desde hacía 12 años, incluyendo el síndrome de Stickler que le causaba problemas articulares, de visión y audición, situación de la que ya estaba mentalmente preparado, pues en una entrevista realizada en 2020 reveló que había decidido no practicarse una cirugía para retirar el aneurisma aórtico de 6cm que estaba cerca de su columna, pues el riesgo de una lesión medular era muy alto y prefería pasar lo que le quedaba de vida en relativamente buen estado que en una silla de ruedas. Entre las personalidades de la música que lamentaron su partida están Lars Ulrich de Metallica, Dave Mustaine de Megadeth, Phil Campbell de Motörhead, Mike Portnoy de Dream Theater, Mikael Åkerfeldt de Opeth, Lee Dorrian de Cathedral, King Diamond, Judas Priest o Soundgarden, entre otros.

## Legado e influencia
Budgie fue una de las bandas que ayudaron al nacimiento del heavy metal, siendo especialmente impulsores de la NWOBHM y recordados por ser una banda única con un sonido igualmente único y fácilmente distinguible al mezclar de una manera original la contundencia del heavy metal con pasajes suaves y relajados, siendo uno de los precursores de lo que con el tiempo se denominaría metal progresivo, especialmente en sus cinco primeros álbumes, considerados clásicos auténticos del rock y el metal. 
Usualmente los críticos y fanes suelen compararlos con la agrupación Rush al ser semejantes en varios aspectos, como la progresividad mezclada con la pesadez, la tonalidad de la voz de Geddy Lee con la de Burke Shelley o la misma estructura de la alineación, siendo ambas bandas un power trio con el bajista como cantante.
Incluso el éxito de Rush comienza hacia 1976, coincidiendo con el final del de Budgie, aunque ningún integrante de ambas bandas hizo declaraciones al respecto de la otra.
Aunque Budgie nunca conoció la fama a gran escala y pasó casi toda su historia a la sombra de varios de sus contemporáneos, tienen muchos seguidores a lo largo y ancho del mundo que mantienen viva la historia. 
Gracias a grupos de renombre que han versionado algunos de sus temas como Metallica, Megadeth, Iron Maiden, Soundgarden, Van Halen y Judas Priest, Budgie logró llegar a un público más amplio.

## Miembros
Última formación
- Burke Shelley † - voz, bajo (1967–1988, 1995–1996, 1999–2010) (fallecido en 2022)
- Steve Williams - batería (1975–1988, 1995–1996, 1999–2010)
- Craig Goldy - guitarra (2007–2010)

Anteriores
- Brian Goddard - guitarra (1967–1968)
- Ray Phillips - batería (1967–1973)
- Tony Bourge - guitarra (1968–1978)
- Pete Boot † - batería (1973-1974) (fallecido en 2018)
- Richard Dunn - teclados (1976)
- Duncan MacKay - teclados (1982)
- Big John Thomas † - guitarra (1979-1988, 1995–1996) (fallecido en 2016)
- Andy Hart - guitarra (1999-2003)
- Simon Lees - guitarra (2003-2007)

## Discografía
Estudio
- 1971: Budgie
- 1972: Squawk
- 1973: Never Turn Your Back on a Friend
- 1974: In for the Kill!
- 1975: Bandolier
- 1976: If I Were Brittania I'd Waive the Rules
- 1978: Impeckable
- 1980: Power Supply
- 1981: Nightflight
- 1982: Deliver Us From Evil
- 2006: You're All Living in Cuckooland

En vivo
- 1997: We Came, We Saw (Festival de Reading 1980 y 1982)
- 1998: Heavier Than Air - Rarest Eggs (Recopilatorio en vivo 1972-1981)
- 2002: Life in San Antonio
- 2005: Radio Sessions (1974 & 1978)
- 2006: The BBC Recordings (1972-1982)

## Fuente
- El contenido original del artículo fue tomado de https://web.archive.org/web/20070612112036/http://lavidacolorderock.blogspot.com/2005/10/budgieun-periquito-muy-ruidoso.html, con la autorización de su autor